# Football Impact Cup 2012
Football Impact Cup 2012 — перший турнір Football Impact Cup, який відбувся в Марбельї (Іспанія) з 22 по 28 січня 2012 року. В турнірі взяло участь  8 команд з Центральної та Східної Європи та 1 з Китаю. Переможцем стало «Динамо» (Київ). На матч за 3-тє місце замість «Дніпра» (Дніпропетровськ), який відмовся від участі після поразки у півфіналі, було запрошенено китайський клуб «Гуанчжоу Евергранд».

## Учасники
- «Динамо» (Київ)
- «Стремсгодсет»
- «Відеотон»
- «Динамо» (Тбілісі)
- «Дніпро» (Дніпропетровськ)
- «Краковія»
- «Екранас»
- «Янґ Бойз»
- «Гуанчжоу Евергранд»[1]

## Турнірна сітка
|  | Чвертьфінали | Чвертьфінали               | Чвертьфінали    |            |                 | Півфінали                  | Півфінали | Півфінали |                      |                     | Фінал               | Фінал               | Фінал |
|  |              |                            |                 |            |                 |                            |           |           |                      |                     |                     |                     |       |
|  | 1            | «Дніпро» (Дніпропетровськ) | 4               |            |                 |                            |           |           |                      |                     |                     |                     |       |
|  | 2            | «Стремсгодсет»             | 1               |            |                 |                            |           |           |                      |                     |                     |                     |       |
|  | 2            | «Стремсгодсет»             | 1               |            | 1               | «Дніпро» (Дніпропетровськ) | 0         |           |                      |                     |                     |                     |       |
|  |              |                            |                 |            | 1               | «Дніпро» (Дніпропетровськ) | 0         |           |                      |                     |                     |                     |       |
|  |              | 3                          | «Краковія»      | 3          |                 |                            |           |           |                      |                     |                     |                     |       |
|  | 3            | 3                          | «Краковія»      | 3          | «Краковія»      | 3                          |           |           |                      |                     |                     |                     |       |
|  | 3            |                            |                 |            | «Краковія»      | 3                          |           |           |                      |                     |                     |                     |       |
|  | 4            | «Динамо» (Тбілісі)         | 2               |            |                 |                            |           |           |                      |                     |                     |                     |       |
|  |              |                            |                 |            |                 |                            |           |           |                      |                     | 7                   | «Динамо» (Київ)     | 7     |
|  |              |                            | 3               | «Краковія» | 2               |                            |           |           |                      |                     |                     |                     |       |
|  | 5            | «Відеотон»                 | 4               |            |                 |                            |           |           |                      |                     |                     |                     |       |
|  | 6            | «Екранас»                  | 0               |            |                 |                            |           |           |                      |                     |                     |                     |       |
|  | 6            | «Екранас»                  | 0               |            | 5               | «Відеотон»                 | 0         |           | Матч за третє місце  | Матч за третє місце | Матч за третє місце | Матч за третє місце |       |
|  |              |                            |                 |            | 5               | «Відеотон»                 | 0         |           | Матч за третє місце  | Матч за третє місце | Матч за третє місце | Матч за третє місце |       |
|  |              | 7                          | «Динамо» (Київ) | 5          |                 |                            |           |           |                      |                     |                     |                     |       |
|  | 7            | 7                          | «Динамо» (Київ) | 5          | «Динамо» (Київ) | 4                          |           | 9         | «Гуанчжоу Евергранд» | 1                   |                     |                     |       |
|  | 7            |                            |                 |            | «Динамо» (Київ) | 4                          |           | 9         | «Гуанчжоу Евергранд» | 1                   |                     |                     |       |
|  | 8            | «Янґ Бойз»                 | 2               |            |                 |                            |           |           |                      |                     | 5                   | «Відеотон»          | 2     |

## Матчі за місця

### Матч за 7-е місце
| 28 січня 2012 13:30 CET |

| «Стремсгодсет» | 1-2 | «Екранас» |
| -------------- | --- | --------- |
|                |     |           |

| «Естадіо Мунісіпаль», Марбелья, Іспанія |

### Матч за 5-е місце
| 28 січня 2012 16:00 CET |

| «Динамо» (Тбілісі) | 1-3 | «Янґ Бойз» |
| ------------------ | --- | ---------- |
|                    |     |            |

| «Естадіо Мунісіпаль», Марбелья, Іспанія |

### Матч за 3-є місце
| 28 січня 2012 18:30 CET |

| «Гуанчжоу Евергранд» | 1-2 | «Відеотон» |
| -------------------- | --- | ---------- |
|                      |     |            |

| «Естадіо Мунісіпаль», Марбелья, Іспанія |

### Фінал
| 28 січня 2012 19:30 CET |

| «Краковія»                                    | 2-7 | «Динамо» (Київ)                                                                            |
| --------------------------------------------- | --- | ------------------------------------------------------------------------------------------ |
| Алексейс Вішняковс 11' Саїді Нтібазонкіза 66' |     | Олександр Алієв 8' Адмір Мехмеді 9' Андрій Ярмоленко 21', 41' Дуду 51', 54' Браун Ідеє 85' |

| «Естадіо Мунісіпаль», Марбелья, Іспанія |

| Переможець Impact Cup 2012 |
| -------------------------- |

## Підсумкове становище
- 1.   «Динамо» (Київ)
- 2.  «Краковія»
- 3.  «Відеотон»
- 4.  «Дніпро»/ «Гуанчжоу Евергранд»
- 5.  «Янґ Бойз»
- 6.  «Динамо» (Тбілісі)
- 7.  «Екранас»
- 8.  «Стремсгодсет»

## External links
- Офіційний сайт
- Impact Cup 2012
- Uniscore live scores.
- I-Marbella [[https://web.archive.org/web/20130528074358/http://i-marbella.com/

Gallery/Events/event//san-pedro/football-impact-cup-2012 Архівовано] 28 травня 2013 у Wayback Machine.]